# Ministerpräsident des Landes Nordrhein-Westfalen
Der Ministerpräsident des Landes Nordrhein-Westfalen steht an der Spitze der Exekutive des Landes Nordrhein-Westfalen. Als Staats- und Regierungschef ist er tatsächlich und rechtlich die dominierende Person im politischen System Nordrhein-Westfalens. Maßgebliche Rechtsgrundlage für sein Amt ist die Verfassung für das Land Nordrhein-Westfalen.
Seit dem 27. Oktober 2021 ist Hendrik Wüst der zwölfte Ministerpräsident des Landes Nordrhein-Westfalen.

## Wahl und Amtserledigung

Stellung des Ministerpräsidenten im Staat Nordrhein-Westfalen

Der Ministerpräsident wird vom Landtag in geheimer Wahl ohne Aussprache mit Mehrheit der Mitglieder gewählt. Der Ministerpräsident muss dem Landtag als Abgeordneter angehören. Kommt im ersten Wahlgang keine absolute Mehrheit zustande, reicht es im zweiten und dritten Wahlgang, mehr als die Hälfte der abgegebenen Stimmen auf sich zu vereinigen. Enthaltungen und ungültige Stimmen zählen hierbei nicht zu den abgegebenen Stimmen. Der zweite und ein eventueller dritter Wahlgang müssen innerhalb von 14 Tagen nach dem ersten Wahlgang stattfinden. Wird auch im dritten Wahlgang niemand gewählt, findet eine Stichwahl zwischen den zwei Vorgeschlagenen mit der höchsten Stimmenzahl statt. Mit zwei Ausnahmen wurde der Ministerpräsident bisher immer bereits im ersten Wahlgang gewählt, lediglich die Wiederwahl von Franz Meyers am 25. Juli 1966 und die Wahl von Hannelore Kraft am 14. Juli 2010 erfolgten erst im zweiten Wahlgang. 

Landtagswahlen und Landesregierungen von 1946 bis 2021

Da aufgrund des Wahlrechts absolute Mehrheiten einzelner Parteien im Landtag verhältnismäßig selten vorkommen, bildet sich im Landtag normalerweise eine Regierungskoalition, die eine Mehrheit der Abgeordneten aufweist und die Politik der Regierung unterstützt, indem sie von der Landesregierung vorgeschlagenen Gesetzen zustimmt. Zum Ministerpräsidenten wird in der Praxis durchweg ein Landtagsabgeordneter der stärksten Koalitionspartei gewählt. Der Ministerpräsident kann mit einfacher Mehrheit durch konstruktives Misstrauensvotum abgewählt werden. Bislang gab es zwei erfolgreiche konstruktive Misstrauensvoten (1956 und 1966). Die Landesregierung muss zurücktreten, wenn sie dem Volk ein vom Landtag abgelehntes Gesetz zur Abstimmung vorlegt und dieses abgelehnt wird. Der Ministerpräsident kann jederzeit auch freiwillig zurücktreten. Tritt nach einer Landtagswahl ein neuer Landtag zusammen, gilt die Amtsperiode des Ministerpräsidenten ebenfalls als beendet. Die Legislaturperiode beträgt in der Regel fünf Jahre. Die Verfassung bestimmt aber in all diesen Fällen, dass bis zur Wahl eines neuen Ministerpräsidenten bzw. seiner Wiederwahl der bisherige Ministerpräsident und die bisherigen Minister weiterhin die Geschäfte zu führen haben.
Das Volk hat keinen direkten Einfluss auf die Wahl des Ministerpräsidenten, sondern nur indirekt über die in den Landtagswahlen gewählten Volksvertreter. In der Praxis küren die Parteien im Vorfeld der Landtagswahlen „Spitzenkandidaten“, von denen nach einer erfolgreichen Koalitionsbildung der Spitzenkandidat des größten Koalitionspartners im Regelfall zum Ministerpräsidenten gewählt wird. Im Mittelpunkt des Landtagswahlkampfes stehen daher auch immer die Spitzenkandidaten vor allem der größeren Parteien.

## Stellung und Aufgaben
Zusammen mit seinen Landesministern bildet der Ministerpräsident die Landesregierung. Die Landesminister seines Kabinetts ernennt und entlässt er nach eigenem Ermessen. Der Ministerpräsident Nordrhein-Westfalens besitzt laut Verfassung die Richtlinienkompetenz. Die Landesminister leiten ihre Ministerien nach dem Ressortprinzip. In der Praxis werden die Landesminister durch die Parteien der Regierungskoalition im Verhältnis ihrer Größe im Landtag gestellt. Durch die Ressortaufteilung der Regierung sowie durch die meist notwendige Koalition zur Bildung einer Regierung (vgl. Koalitionsvertrag), verfügt der Ministerpräsident in der Praxis nicht über die uneingeschränkte Richtlinienkompetenz, sondern muss auch die politischen Vorstellungen des oder der (kleineren) Koalitionspartner berücksichtigen. Über die Möglichkeit konstruktiver Misstrauensvoten sowie beispielsweise über die Zustimmung der Haushaltsentwürfe der Regierung, besitzt der Landtag weitreichende Kontrollmöglichkeiten der Regierung. Insgesamt zeigt sich im Verhältnis von Ministerpräsident und Legislative das Prinzip der Gewaltenverschränkung, das der Ausgestaltung der Landesverfassung zu Grunde liegt.
Die meisten Landesbehörden sind dem Ministerpräsidenten indirekt nachgeordnet. Als oberste Landesbehörden gelten dabei auch die Landesministerien. Darunter sind die Landesoberbehörden (landesweit zuständige Behörden z. B. das Landeskriminalamt), darunter die Landesmittelbehörden (bei den Bezirksregierungen angesiedelte Behörden), darunter die unteren Landesbehörden (z. B. die Kreispolizeibehörden). Die Aufgaben der unteren und mittleren Landesbehörden werden teils auch von Organen der kommunalen Selbstverwaltung, z. B. den Landräten oder den Kommunalverbänden, wahrgenommen. Über die Beamtenauswahl, Verordnungen und die allgemeine Dienstaufsicht, steuert die Landesregierung die Landesbehörden. Eine gewisse fachliche Autonomie genießen aber die sogenannten obersten Landesbehörden wie beispielsweise der eher vom Landtag kontrollierte Landesrechnungshof sowie der weitgehend autonome Verfassungsgerichtshof für das Land Nordrhein-Westfalen, soweit dieser als Behörde in Erscheinung tritt; fachlich unterliegt dieser wie alle Gerichte in Trägerschaft des Landes ohnehin der richterlichen Unabhängigkeit. In beschränktem Maß wirkt aber die Regierung bzw. das Justizministerium an der Besetzung der Gerichte und damit auch an der Besetzung von drei der insgesamt sieben Richterstellen am Verfassungsgerichtshof mit.
An der Legislative wirkt der Ministerpräsident bzw. die gesamte Regierung mit, indem sie Gesetzesvorlagen dem Landtag unterbreitet. Da sich die Regierung in der Praxis auf eine entsprechende Koalition stützt, ist dieses Initiativrecht bedeutend. In der Praxis kaum bedeutsam ist dagegen die Möglichkeit, vom Landtag abgelehnte Gesetzentwürfe dem Volk zum Volksentscheid vorzulegen. Wird dieser Vorlage vom Volk jedoch entsprochen, kann die Landesregierung den Landtag auflösen, so dass eine Neuwahl des Landtages stattfindet.
Die Landesregierung vertritt das Land maßgeblich im Bund. Die Landesregierung entsendet dazu sechs Vertreter in den Bundesrat, die nach Art. 51 GG Mitglieder der Landesregierung sind. Da die Länder im Bundesrat geschlossen abzustimmen haben, ist es in Koalitionsregierungen üblich, dass das Land Nordrhein-Westfalen nur dann einem Antrag zustimmt, wenn sich die Koalitionspartner in dieser Frage einig sind. Im Fall der Uneinigkeit enthält sich das Land bei der Abstimmung, was im Bundesrat einer Nein-Stimme gleichkommt. Die Richtlinienkompetenz des Ministerpräsidenten ist dann nicht von Bedeutung.
In erster Linie ist der Ministerpräsident wie gezeigt ein Organ der Exekutive und wirkt nur in beschränktem Maß an der Legislative und über das Justizministerium an der Judikative mit. Da er das Land nach außen vertritt, Staatsverträge und Landesgesetze unterzeichnet, ist der Ministerpräsident aber auch das faktische Staatsoberhaupt des Landes, das wie alle Länder der Bundesrepublik ein staatsrechtliches Völkerrechtssubjekt mit vom Grundgesetz der Bundesrepublik beschränkten Rechten ist.
Der Ministerpräsident ist von Amts wegen Inhaber des Verdienstordens des Landes Nordrhein-Westfalen.

## Stellvertreter
Der Ministerpräsident beauftragt ein Mitglied der Landesregierung mit seiner Stellvertretung und zeigt dies dem Landtag an (Art. 52 Abs. 3 LV). Im Falle einer Koalitionsregierung wählt er dazu meist einen Minister des Koalitionspartners aus. In der von der Verfassung geforderten Geschäftsordnung der Landesregierung (Geschäftsordnung der Landesregierung Nordrhein-Westfalen (GOLR) vom 1. Juni 2005) wird in Paragraph 4 die Stellvertretung näher bestimmt.

## Staatskanzlei
Die Staatskanzlei unterstützt den Ministerpräsidenten in seinem Amt. Sitz der Staatskanzlei ist das Landeshaus im Regierungsviertel Düsseldorf.

## Aktion Lichtblicke

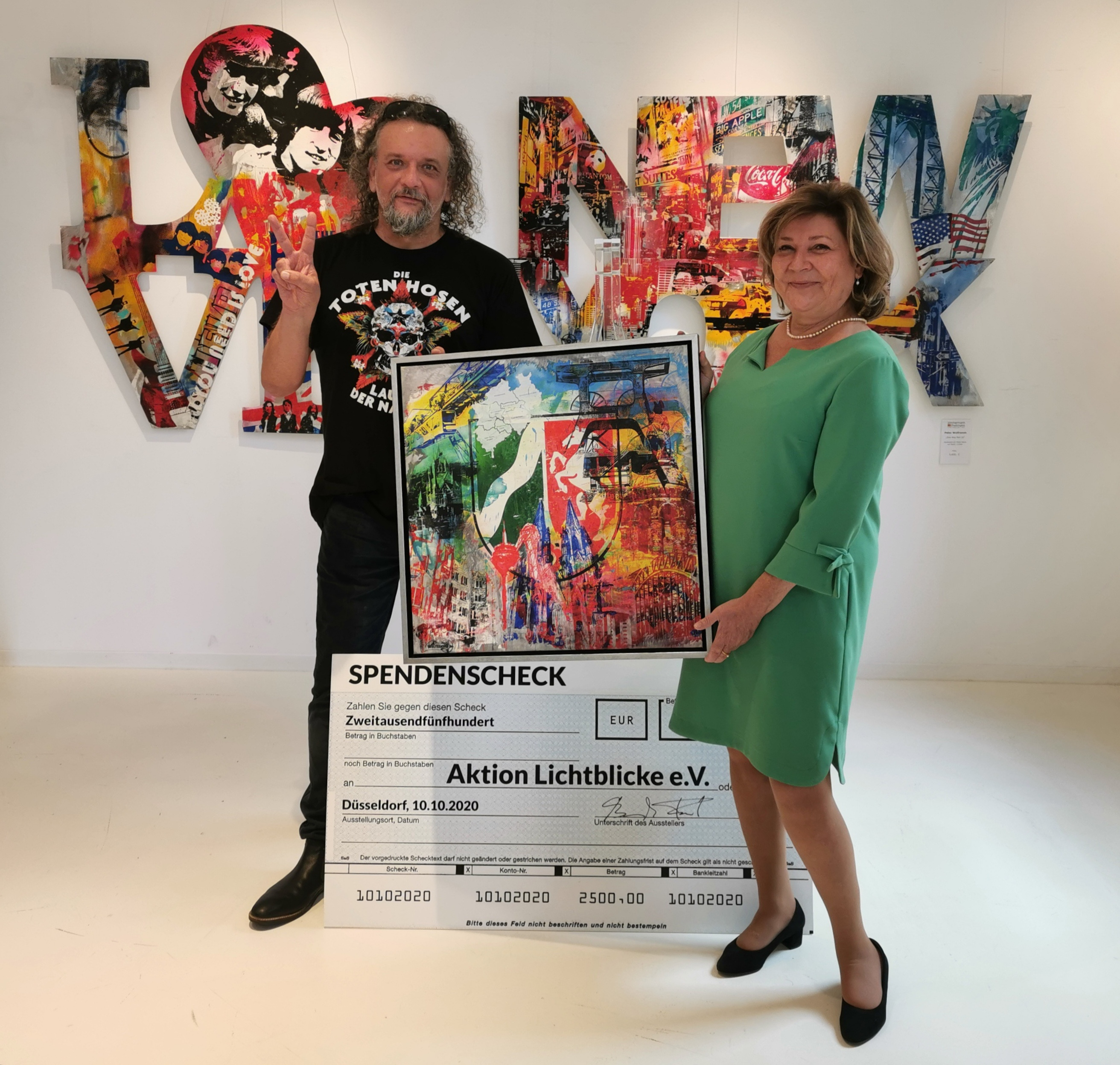
Schirmherrin Susanne Laschet, Ehefrau des ehemaligen Ministerpräsidenten von Nordrhein-Westfalen, Armin Laschet, bei der Übergabe des Spendenschecks aus den Verkaufserlösen der Kunstedition „Zu Hause“ von Peter Wolframm

Ehepartner des Ministerpräsidenten von Nordrhein-Westfalen engagieren sich ehrenamtlich als Schirmherren der Aktion Lichtblicke. Die 1998 gegründete Aktion Lichtblicke unterstützt Kinder, Jugendliche und ihre Familien aus NRW, die in eine materielle, finanzielle oder seelische Notlage geraten sind. Die Aktion Lichtblicke wird getragen von den 45 NRW-Lokalradios, dem Rahmenprogramm radio NRW, den Caritasverbänden der fünf Bistümer im Land sowie der Diakonie Rheinland-Westfalen-Lippe.